# Grevenhagen

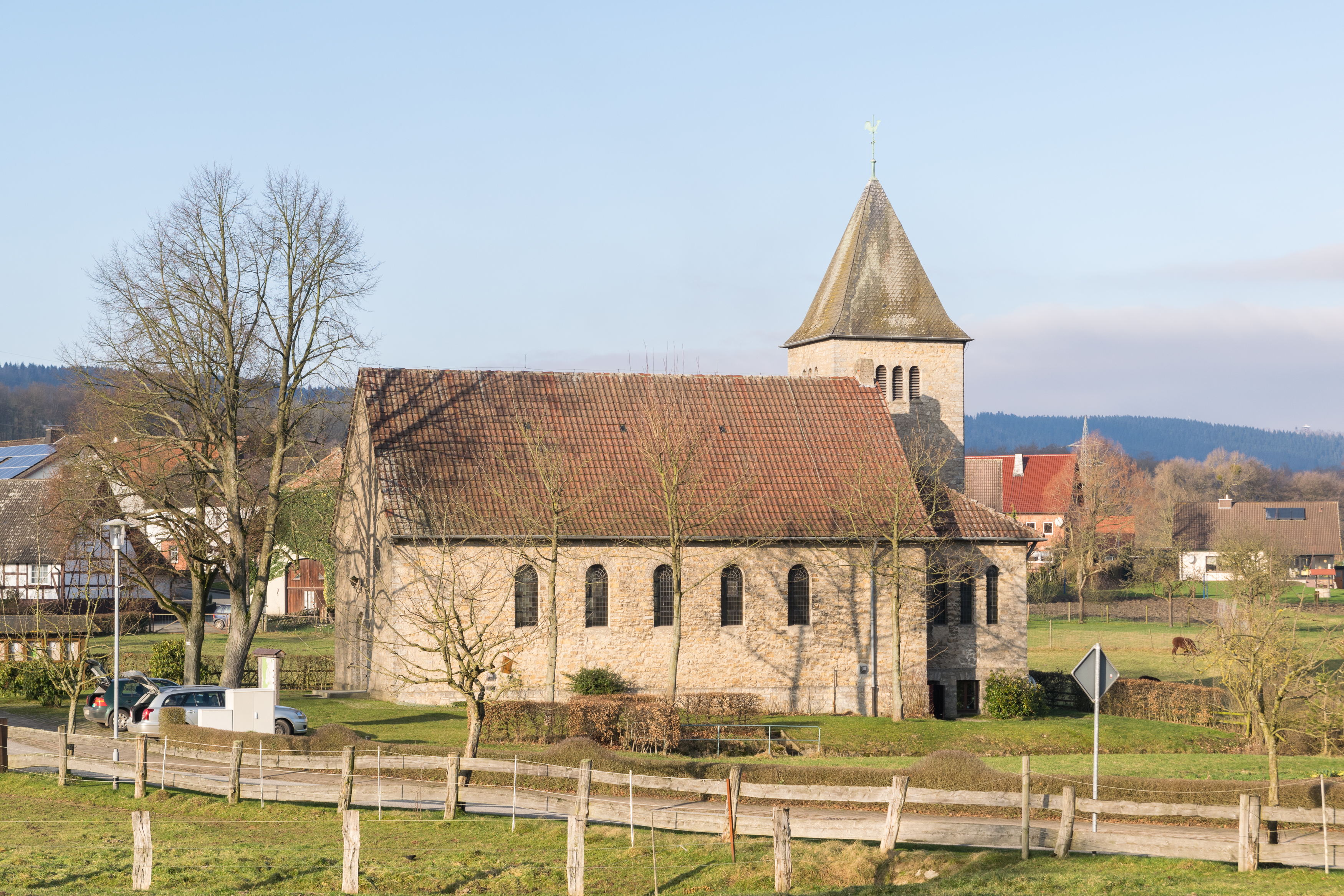
St. Johannes Baptist in Grevenhagen

Grevenhagen ist ein Ortsteil der ostwestfälischen Stadt Steinheim im Kreis Höxter mit 227 Einwohnern (Stand 31. Dezember 2023), zu Grevenhagen gehört auch die kleine, 15 Einwohner zählende Bauerschaft Hohenbreden.
Grevenhagen war eine historische lippische Exklave im Hochstift Paderborn. Auch während der preußischen Herrschaft im Hochstift blieb der Ort bei Lippe.

## Geographie
Grevenhagen liegt in einem Tal im östlichen Eggegebirge. Westlich des Dorfes entspringt der Fischbach, der bei Himmighausen in die Emmer mündet. Auf Grund seiner Abgeschiedenheit und seiner Stellung einer lippischen Exklave im paderbornischen, westphälischen bzw. preußischen Gebiet war die Verkehrsanbindung des Ortes stets unzureichend. Erst am Ende des 19. Jahrhunderts wurde ein befestigter Weg in den Ort angelegt. Eine moderne Straße wurde erst etwa 1980 von Erpentrup aus nach Grevenhagen angelegt.

## Geschichte

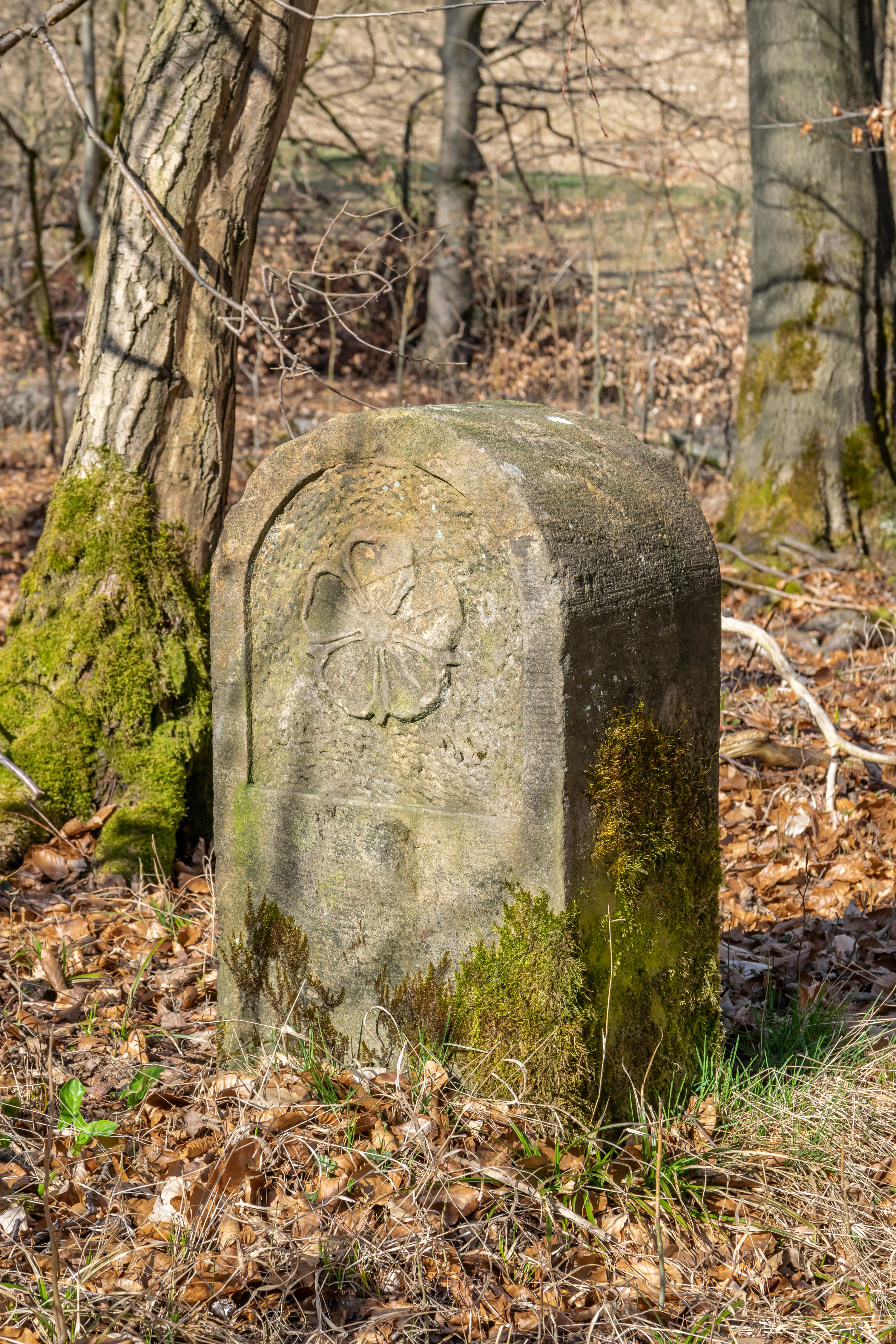
Historischer Grenzstein der lippischen Exklave

Der paderbornische Fürstbischof Simon III., schenkt seinem Neffen Simon zu Lippe zur Taufe im Detmolder Schloss ein Waldstück am Osthang des Eggegebirges. Erstmals urkundlich erwähnt ist der Ort 1535 in einer Urkunde des lippischen Schatzregisters. Die erste bedeutende Siedlung im Wald des Eggegebirges entstand wohl im 16. Jahrhundert durch hessische Glasmacher. Aber bereits für vorangehende Jahrhunderte sind Siedlungsformen wahrscheinlich. Wahrscheinlich deutet der Name Grevenhagen auf die Zugehörigkeit zu einer gräflich lippischen Freivogtei.
Der kleine Ort ohne Kirchspiel hatte lange Zeit eine Sonderstellung. Stets gehörte er zur Diözese des geistlichen Bistums Paderborn. Die weltliche Herrschaft wurde überwiegend vom lippischen Grafen ausgeübt, im Zeitalter der Konfessionalisierung im Gegensatz zur Bevölkerung dem reformierten Glauben angehörig. Das Dorf gehörte wie Lippe und das umliegende geistliche Territorium Hochstift Paderborn zum Heiligen Römischen Reich und war ab dem 16. Jahrhundert Teil des niederrheinisch-westfälischen Reichskreises.
In der Frühen Neuzeit war Grevenhagen zunächst Teil des lippisch-paderbornischen Samtamtes Schwalenberg. Die lippische Seite hatte weitgehende Frei-, Go- und Holzabgaberechte. Am 15. März 1607 trafen der paderbornische Fürstbischof und Graf Simon VI. zur Lippe eine Vereinbarung über die Freivogtei Steinheim. Außer Grevenhagen und Hohenbreden wurde das Gebiet endgültig an das Stift Paderborn abgetreten. Im Gegenzug erhielt das Stift Bartenhausen und Mardenbruch.
Das umstrittene Gebiet führte 1657 sogar zu einer bewaffneten Auseinandersetzung, in der lippische Schützen das Dorf gegen paderbornische Angreifer verteidigen mussten. Im Juli 1658 schließlich wurde in Lippspringe das Gebiet in einem Vertrag zwischen Lippe und Paderborn bis zur Auflösung des Hochstiftes geregelt. Der paderbornische Fürstbischof erhielt lediglich die geistliche Gerichtsbarkeit über das Gebiet. Es blieb somit ein katholisches Gebiet im lippischen Territorium, eines der vielen Ausnahmen vom Prinzip cuius regio, eius religio im Heiligen Römischen Reich. Die Gläubigen gingen bis 1950 stets zur Pfarre in Sandebeck.
1802/03 wurde das umliegende Gebiet vom Königreich Preußen besetzt. Grevenhagen blieb nun mit allen Rechten beim Fürstentum Lippe. Die Einwohner hatten darum bei der lippischen Fürstin gebeten. Ab 1871 war Grevenhagen Teil des Deutschen Reiches. Von 1945 bis 1949 war die Gemeinde Teil der britischen Besatzungszone. Ab 1946 unterstand sie staatlich dem Land Nordrhein-Westfalen bzw. ab 1949 auch der Bundesrepublik Deutschland. Noch 1947 beschloss der Gemeinderat, bei Lippe zu bleiben. Erst am 1. Januar 1970 wurde die lippische Exklave der Stadt Steinheim und somit dem Kreis Höxter zugeschlagen. Zum Ausgleich erhielt der Kreis Lippe Kempenfeldrom. Hiermit endete die 500-jährige Sonderstellung von Grevenhagen.
Nach langen Bemühungen konnte erst von 1950 bis 1951 die Kirche St. Johannes erbaut werden. Sie wurde von Weihbischof Augustinus Philipp Baumann eingeweiht.

## Vereine
- Förderverein Dorfgemeinschaftshaus Grevenhagen e. V.
- Eggegebirgsverein (Abteilung Grevenhagen)
- Tischtennisclub TTC 78
- Freiwillige Feuerwehr Grevenhagen
- Bürgerschützenverein
- Dorfwerkstatt